# C. L. Mooreová
Catherine Lucille Mooreová (24. ledna 1911, Indianapolis, Indiana – 4. dubna 1987, Hollywood, Los Angeles, Kalifornie) byla americká spisovatelka science fiction a fantasy píšící pod jménem C. L. Mooreová. Psala také společně se svým manželem Henrym Kuttnerem pod řadou pseudonymů. Patří mezi autory tzv. Zlatého věku science fiction. Jde o jednu z prvních žen, které psaly v těchto žánrech, čímž se stala vzorem pro mnoho dalších spisovatelek.

## Život
Narodila se roku 1911 v Indianapolis v Indianě. Jako dítě byla chronicky nemocná a strávila většinu času čtením fantastické literatury. Roku 1929 začala studovat na Indiana University, ale studium musela za Velké hospodářské krize roku 1933 pro finanční problémy opustit a začít pracovat jako sekretářka ve společnosti Fletcher Trust v Indianapolis. Své první povídky publikovala již během studia roku 1930 v univerzitním literárním časopise The Vagabond. Pak následovaly dvě významné povídkové série vydané v pulpovém magazínu Weird Tales. První se týká tuláka a dobrodruha Northwesta Smithe (1933–1940) a jeho cestování sluneční soustavou, druhá je fantasy cyklus o Jirel z Joiry (1934–1939), jedné z prvních ženských protagonistů žánru meč a magie. Přispěla rovněž částí příběhu The Challenge from Beyond (1935, Výzva ze záhrobí) do Lovecraftova cyklu Mýtus Cthulhu.
Lovecraft seznámil Mooreovou s mladým nadějným spisovatelem Henrym Kuttnerem. Jejich první společné texty vznikly roku 1937 a v červnu roku 1940 se Mooreová za Kuttnera vdala. Ve čtyřicátých letech vydala se svým manželem pod několika pseudonymy (nejčastěji jako Lawrence O'Donnell, Lewis Padgett nebo C. H. Liddell) více než 40 prací. Celkový soupis science fiction příběhů této autorské dvojice čítá kolem 180 položek. Jejich harmonická spolupráce prakticky znemožňuje určit, kdo z nich je skutečným autorem toho kterého textu.
Roku 1956 získala Mooreová titul bakaláře umění na Univerzitě Jižní Kalifornie a po smrti manžela roku 1958 přestala prakticky psát jak sci-fi tak i fantasy, podílela se na několika televizních scénářích a od roku 1963, kdy se provdala za Thomase Reggieho, přestala psát úplně.
Za svá díla získala několik ocenění. Roku 1973 jí Los Angeles Science Fantasy Society udělila cenu Forry Award za celoživotní dílo, roku 1981 získala rovněž za celoživotní dílo cenu World Fantasy Award, čímž se stala velmistrem fantasy. Roku 1998 byla uvedena do Síně slávy science fiction (Science Fiction Hall of Fame) a roku 2004 byla jí i Henrymu Kuttnerovi posmrtně udělena cena Cordwainer Smith Rediscovery Award určená spisovatelům sci-fi, jejichž dílo se vyznačuje neobvyklou originalitou.

## Dílo

### Povídky
- Happily Ever After (1930), publikováno v univerzitním časopise The Vagabond.
- Semira (1930), publikováno v univerzitním časopise The Vagabond.
- Two Fantasies (1930), publikováno v univerzitním časopise The Vagabond.
- The Bright Illusion (1934).
- Nymph of Darkness (1935, Víla z temnot), společně s Forrestem J. Ackermanem.
- Greater Glories (1935).
- Tryst in Time (1936).
- Miracle in Three Dimensions (1939).
- Greater Than Gods (1939).
- Fruit of Knowledge (1940, Zakázané ovoce).
- The Devil We Know (1941, Zlo, které známe), společně s Henrym Kuttnerem.
- A Gnome There Was (1941, Byl jednou jeden trpaslík), jako Lewis Padgett.
- Piggy Bank (1942, Kasička), jako Lewis Padgett.
- Deadlock (1942, Slepá ulička), jako Lewis Padgett.
- The Twonky (1942, Twonka), česky také jako Harmonizátor, jako Lewis Padgett.
- Compliment of the Author (1942, V úctě věnuje autor), jako Lewis Padgett.
- There Shall Be Darkness (1942).
- Doorway Into Time (1943, Brána do času).
- Mimsy Were the Borogoves (1943, Chrudošiví jsou borolové), jako Lewis Padgett.
- Shock (1943, Šok), jako Lewis Padgett.
- Housing Problem (1944, Bytová krize), společně s Henrym Kuttnerem.
- When the Bough Breaks (1944, Až se ucho utrhne), česky též jako Když se větev utrhne, společně s Henrym Kuttnerem.
- No Woman Born (1944).
- Camouflage (1945, Kamufláž), jako Lewis Padgett.
- Line To Tomorrow (1945, Linka do zítřka), jako Lewis Padgett.
- Vintage Season (1946, Ideální jaro), jako Lawrence O’Donnell.
- The Dark Angel (1946, Temný anděl), jako Lewis Padgett.
- The Cure (1946, Léčebná kúra), jako Lewis Padgett.
- Daemon (1946, Démon).
- Jesting Pilot (1947, Zkušební pilot), jako Lewis Padgett.
- Private Eye (1949, Oko do soukromí), jako Lewis Padgett.
- The Sky Is Falling (1950, Nebesa se řítí), jako C. H. Liddell.
- We Shall Come Back (1951, My se vrátíme) jako C. H. Liddell.
- A Wild Surmise (1953, Šílené tušení), společně s Henrym Kuttnerem.
- Here lies... (1956)

### Povídkové cykly

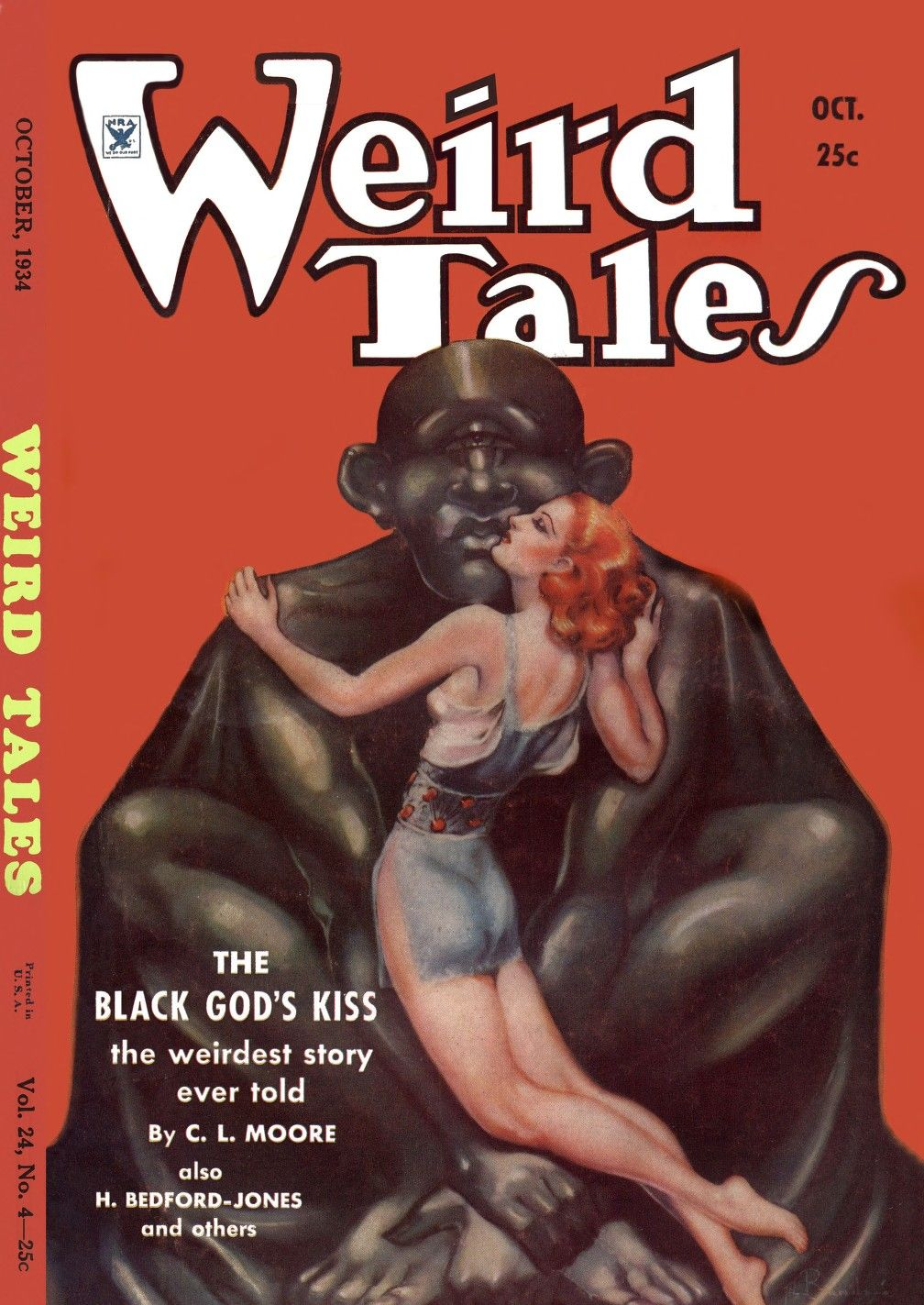
Obálka magazínu Weird Tales z roku 1934 s autorčinou poídkou The Black God's Kiss

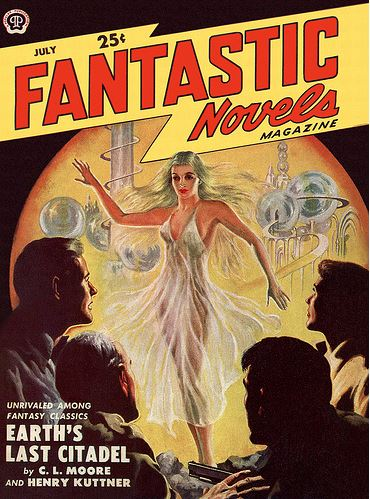
Obálka časopisu Fantastic Novels z roku 1950 s autorčiným románem (společně s Henrym Kuttneren) Earth's Last Citadel

- Northwest Smith, sci-fi série o vesmírném tulákovi a dobrodruhovi, který cestuje po sluneční soustavě. Cyklus byl částečně knižně vydán roku 1954, kompletní vydání je z roku 2008 pod názvem Northwest of Earth a obsahuje tyto povídky: Shambleau (1933), Black Thirst(1934), Scarlet Dream (1934), Dust of Gods (1934), Julhi (1935), The Cold Gray God (1935), Yvala (1936), Lost Paradise (1936), The Tree of Life (1936).
- Jirel o Joiry, fantasy cyklus o jedné z prvních ženských protagonistů žánru meč a magie. Souborné vydání je z roku 1969. Cyklus se skládá z povídek Black God's Kiss (1934), Black God's Shadow (1934), Jirel Meets Magic (1935), The Dark Land (1936), Quest of the Starstone (1937, společně s Henrym Kuttnerem) a Hellsgarde (1939).
- Robots Have No Tails (Roboti nemají ocas), humorné povídky napsané společně s Henrym Kuttnerem pod pseudonymem Lewis Padgett. Jejich hrdinou je Galloway Gallegher, geniální vynálezce, který ovšem vynalézá pouze, když je na mol opilý. Souborné vydání z roku 1952 obsahuje povídky Time Locker (1943, Časová schránka), The World Is Mine (1943, Svět patří mně), The Proud Robot (1943, Povýšenec nebo také Nadrobot), Gallegher Plus (1943) a Ex Machina (1948).
- Mutant, povídkový román napsaný společně s Henrym Kuttnerem pod pseudonymem Lewis Padgett. Příběh vypráví o telepatech žijících na Zemi po atomové válce. Normální lidé jim říkají lysáci, protože jim chybí vlasy a zbylý porost. Lysáci se snaží o soužití s většinovou společností, ale musí také bojovat s paranoidními lysáckými renegáty, kteří chtějí zničit lidstvo, aby se telepati dostali k moci. Cyklus byl souborně vydaný roku 1953 a skládá se z těchto povídek: The Piper's Son (1945, Pištcův syn nebo také Krysařův syn), Three Blind Mice (1945, Tři slepé myšky), The Lion and The Unicorn (1945, Lev a jednorožec), Beggars in Velvet (1945, Žebráci v sametu), Humpty Dumpty (1953, česky jako Operace Apokalypsa). Ve vydání z roku 1954 byla přidána povídka (epilog) Chapter 6 (v českém vydání pouze jako 6).
- The Hogben Chronicles (Hogbeni), povídkový cyklus napsaný společně s Henrym Kuttnerem pod pseudonymem Lewis Padgett. Povídky vypráví o podivuhodné rodině mutantů, kteří žijí mezi obyvateli amerického venkova a snaží se být nenápadní, což se jim díky jejich neuvěřitelným schopnostem příliš nedaří (jsou například schopni si postavit atomový reaktor v kurníku, létají, provádějí transmutaci prvků atp.). Cyklus byl souborně vydán až roku 2013 a skládá se z těchto povídek: Exit the Professor (1947, Profesor se pakuje), Pile of Trouble (1948, Trable s elektrárnou nebo také Potíže s elektřinou), See You Later (1949, Tak nashledanou nebo také Uvidíme se pozdějc a Cold War (1949, Studená válka).

### Povídkové sbírky
- A Gnome There Was and Other Tales of Science Fiction and Fantasy (1950), společně Henrym Kutnerem pod pseudonymem Lewis Padgett.
- Line to Tomorrow (1951), společně s Henrym Kutnerem pod pseudonymem Lewis Padgett.
- No Boundaries (1955), společně s Henrym Kutnerem.
- The Best of C. L. Moore (1975).
- Chessboard Planet and Other Stories (1983), společně s Henrym Kutnerem.
- Miracle in Three Dimensions and Other Stories (2008).

### Romány
- Earth's Last Citadel (časopisecky 1943 a 1950, knižně 1964), společně s Henrym Kuttnerem.
- The Brass Ring (1946), knižně také roku 1946 jako Murder in brass, detektivní román, společně s Henrym Kuttnerem pod pseudonymem Lewis Padgett.
- The Day He Died (1947), detektivní román, společně s Henrym Kuttnerem pod pseudonymem Lewis Padgett.
- Fury (1947, Zběsilost), společně s Henrym Kuttnerem pod pseudonymem Lawrence O'Donnell, knižně 1950 a roku 1958 jako Destination: Infinity, román navazující na novelu Clash by Night (1943). Obě díla vypráví o boji mezi smrtelnými a nesmrtelnými kolonizátory Venuše poté, co byla Země zničena v jaderné válce.
- The Mask of Circe (1948, knižně 1971), společně s Henrym Kuttnerem.
- The Portal in the Picture (1949), knižně 1954 jako Beyond Earth's Gates (Za branami Země), společně s Henrym Kuttnerem pod pseudonymem Lewis Padgett, román vyprávějící o velice drsném světě, pro jehož obyvatele je nebem naše Země.
- The Well of the Worlds (1952, knižně 1953, Studna světů), společně s Henrym Kuttnerem pod pseudonymem Lewis Padgett.
- Judgment Night (1952).
- Doomsday Morning (1957).

## Filmové adaptace a náměty
- The Dark Angel (1951, Temný anděl), epizoda z amerického televizního seriálu Tales of Tomorrow, režie Charles S. Dubin.
- The Twonky (1953), americký film podle autorčiny povídky (společně s Henrym Kuttnerem), režie Arch Oboler.
- Tales of Frankenstein (1958), krátký televizní film podle autorčina námětu (společně s Henrym Kuttnerem), režie Kurt Siodmak.
- What You Need (1959, Co potřebujete), epizoda z amerického televizního seriálu The Twilight Zone, režie Alvin Ganzer.
- Big Deal (1959), epizoda z amerického televizního seriálu The Alaskans podle autorčina námětu, režie Robert Gordon.
- The Antwerp Caper (1960), epizoda z amerického televizního seriálu 77 Sunset Strip podle autorčina námětu, režie George Waggner.
- Family Pride (1961), epizoda z amerického televizního seriálu Maverick podle autorčina námětu, režie John Ainsworth.
- The Diplomatic Caper (1962), epizoda z amerického televizního seriálu 77 Sunset Strip podle autorčina námětu, režie Sidney Salkow.
- The Eye (1966), epizoda z amerického televizního seriálu Out of the Unknown podle autorčiny povídky (společně s Henrym Kuttnerem) Private Eye, režie Peter Sasdy.
- Tout spliques étaient les Borogoves (1970), francouzský televizní film podle autorčiny povídky (společně s Henrym Kuttneren) Mimsy Were the Borogoves, režie Daniel Le Comte.
- Grand Tour: Disaster in Time (1992), také jako Timescape, americký film podle autorčiny povídky (společně s Henrym Kuttnerem) Vintage Season, režie David Twohy.
- The Last Mimzy (2007), americký film podle autorčiny povídky (společně s Henrym Kuttnerem) Mimsy Were the Borogoves, režie Robert Shaye.

## Česká vydání

### Povídky
- Chrudošiví jsou borolové, obsaženo v antologii Labyrint (SNDK, Praha 1962), v antologii Od Heinleina po Aldisse (AFSF, Praha 1994), v antologii Čarovný svět Henry Kuttnera (Albatros, Praha 2001) a v antologii Síň slávy: Nejlepší SF povídky všech dob 1929–1946 (Baronet, Praha 2003), přeložil Václav Kajdoš.
- Léčebná kúra, vyšlo ve fanbooku Lety zakázanou rychlostí 1 (SFK VAAZ Brno 1985, přeložil Jan Pavlík) a v časopise Ikarie 1996/01 (přeložila Linda Bartošková).
- Až se ucho utrhne, pod názvem Když se větev utrhne vyšlo ve fanbooku Lety zakázanou rychlostí 3 (SFK BC VÚMS Praha 1988, přeložila Linda Bartošková) a jako Až se ucho utrhne vyšlo v antologii Čarovný svět Henry Kuttnera (Albatros, Praha 2001, (přeložil Pavel Medek).
- Železný standard, vyšlo ve fanzinu Mozek Plus, SFK Möbius, Jihlava 1989.
- Brána do času, vyšlo ve fanzinu Laser 1990/21, SFK Laser Čelákovice, přeložil Jiří Markus.
- Víla z temnot, vyšlo v antologii Úžasné příběhy, AFSF, Praha 1992, přeložil Václav Černý.
- Oko do soukromí, vyšlo v časopise Ikarie 1995/08, přeložil Ivan Adamovič.
- Kasička, vyšlo v časopise Ikarie 1996/06, přeložila Olga Syřišťová.
- Ideální jaro, vyšlo v antologii Na vrcholu Zlatého věku (Mustang, Plzeň 1996) a v antologii Síň slávy mistrů SF II A (Baronet, Praha 2006), přeložil Pavel Medek.
- Twonka, pod názvem Harmonizátor vyšlo v antologii Divodějní (Talpress 1997, přeložila Agáta Kratochvílová) a jako Twonka v antologii ČarovVíný svět Henry Kuttnera (Albatros, Praha 2001, přeložil Pavel Medek).
- Krysařův syn, vyšlo v antologii Čarovný svět Henry Kuttnera, Albatros, Praha 2001, přeložila Veronika Volhejnová.
- Nebo..., vyšlo v antologii Čarovný svět Henry Kuttnera, Albatros, Praha 2001, přeložila Veronika Volhejnová.
- Tak nashledanou, vyšlo v antologii Čarovný svět Henry Kuttnera, Albatros, Praha 2001, přeložila Veronika Volhejnová.
- Zakázané ovoce, vyšlo v antologii Síň slávy mistrů fantasy I, Baronet, Praha 2004, přeložila Lenka Benešová.
- Byl jednou jeden trpaslík, vyšlo v antologii Past v čase, Epocha, Praha 2008.
- Co potřebujete, vyšlo v antologii Past v čase, Epocha, Praha 2008, přeložil Richard Podaný.
- Doma je lovec, vyšlo v antologii Past v čase, Epocha, Praha 2008, přeložil Pavel Medek.
- Dvouruký stroj, vyšlo v antologii Past v čase, Epocha, Praha 2008, přeložil Richard Podaný.
- Kamufláž, vyšlo v antologii Past v čase, Epocha, Praha 2008, přeložil Pavel Medek.
- Linka do zítřka, vyšlo v antologii Past v čase, Epocha, Praha 2008, přeložil Richard Podaný.
- Nebesa se řítí, vyšlo v antologii Past v čase, Epocha, Praha 2008, přeložil Pavel Medek.
- Slepá ulička, vyšlo v antologii Past v čase, Epocha, Praha 2008, přeložil Pavel Medek.
- Šílené tušení, vyšlo v antologii Past v čase, Epocha, Praha 2008, přeložil Richard Podaný.
- Šok, vyšlo v antologii Past v čase, Epocha, Praha 2008, přeložil Richard Podaný.
- Zkušební pilot, vyšlo v antologii Past v čase, Epocha, Praha 2008, přeložil Pavel Medek.

### Knihy
- Roboti nemají ocas, Laser, Plzeň 2010, přeložil Miroslav Valina, svazek obsahuje povídky Časová schránka, Svět patří mně, Povýšenec, Gallegher plus a Ex machina.
- Více než lidé, Laser, Plzeň 2016, přeložil Milan Žáček, kniha obsahuje povídkový román Mutant (příběhy Pištcův syn, Tři slepé myšky, Lev a jednorožec, Žebráci v sametu, Operace Apokalypsa a 6) a povídkový cyklus Hogbeni (povídky Profesor se pakuje, Potíže s elektřinou, Uvidíme se pozdějc a Studená válka).